# Aljona Falej
Aljona Falej (belarussisch Алёна Фалей, engl.: Aliona Falei; * 29. März 2004) ist eine belarussische Tennisspielerin.

## Karriere
Falej spielt vorrangig auf der ITF Women’s World Tennis Tour, wo sie bislang fünf Titel im Einzel und vier im Doppel gewann.
2020 gewann sie mit ihrer Partnerin Kryszina Dsmitruk den Doppelwettbewerb der J1 Prag West. Bei den French Open schied sie im Juniorinneneinzel bereits in der ersten Runde gegen Alina Shcherbinina mit 1:6 und 2:6 aus. Auch im Juniorinnendoppel verlor sie mit Partnerin Julija Antonowna Awdejewa bereits in der ersten Runde mit 4:6 und 1:6 gegen Kryszina Dsmitruk und Jana Kaladsinskaja.
2021 erreichte sie bei den French Open im Juniorinneneinzel mit einem 7:5 und 6:2 Erstrundensieg gegen Nahia Berecoechea die zweite Runde, wo sie dann aber gegen Darja Viďmanová mit 4:6 und 1:6 verlor. Im Juniorinnendoppel erreichte sie mit ihrer Partnerin Tatjana Prosorowa das Viertelfinale. Im Dezember konnte sie in Kairo ihren ersten Titel im Doppel bei einem ITF-Turneir feiern.
2022 gelang Falej im September ein weiterer ITF-Titelgewinn im Doppel und im November der ersten Titel im Einzel.

## Turniersiege

### Einzel
| Nr. | Datum              | Turnier             | Kategorie | Belag             | Finalgegnerin         | Ergebnis      |
| --- | ------------------ | ------------------- | --------- | ----------------- | --------------------- | ------------- |
| 1.  | 27. November 2022  | Scharm asch-Schaich | ITF W15   | Hartplatz         | Mananchaya Sawangkaew | 6:1, 7:5      |
| 2.  | 24. September 2023 | Ceuta               | ITF W25   | Hartplatz         | Katarina Kozarov      | 6:1, 4:4      |
| 3.  | 3. Dezember 2023   | Yokohama            | ITF W40   | Hartplatz         | Ayano Shimizu         | 6:3, 7:5      |
| 4.  | 11. Februar 2024   | Grenoble            | ITF W75   | Hartplatz (Halle) | Manon Léonard         | 6:1, 4:6, 6:4 |
| 5.  | 1. Dezember 2024   | Yokohama            | ITF W50   | Hartplatz         | Hina Inoue            | 3:6, 6:1, 6:4 |

### Doppel
| Nr. | Datum              | Turnier             | Kategorie | Belag     | Partnerin               | Finalgegnerinnen                        | Ergebnis |
| --- | ------------------ | ------------------- | --------- | --------- | ----------------------- | --------------------------------------- | -------- |
| 1.  | 4. Dezember 2021   | Kairo               | ITF W15   | Sand      | Anastassija Solotarjowa | Yekaterina Dmitrichenko Sandra Samir    | 6:4, 6:2 |
| 2.  | 17. September 2022 | Scharm asch-Schaich | ITF W15   | Hartplatz | Nino Nazwlischwili      | Chen Pei-hsuan Lin Fang-an              | 6:3, 6:4 |
| 3.  | 8. April 2023      | Scharm asch-Schaich | ITF W15   | Hartplatz | Polina Jazenko          | Jewgenija Burdina Jekaterina Schalimowa | 6:4, 7:5 |
| 4.  | 7. Juni 2025       | Montemor-o-Novo     | ITF W50   | Hartplatz | Polina Jazenko          | Iveta Dapkutė Weronika Ewald            | 6:3, 7:5 |